# Stillahavstrast
Stillahavstrast (Zoothera heinei) är en fågel i familjen trastar inom ordningen tättingar.

## Utseende
Stillahavstrasten är en 23–27 cm lång trast. Ovansidan är mörkt olivbrun kraftigt fjällad i svart och med två ljusbruna vingband. På huvudet syns vitaktig strupe och skärbeige strupsidestreck. Undertill är den kraftigt fjällad i svart, på ljust gulbrun botten på övre delen av bröstet, medan resten av undersidan är vit. Näbben är ljusbrun och benen gråskära eller grågula. Arten är mycket lik eukalyptustrasten, men är något mindre, med större öga, varmare rostrött på övergump och övre stjärttäckare och mer vitspetsade yttre stjärtpennor.

## Utbredning och systematik
Stillahavstrast delas in i fyra underarter med följande utbredning:
- Zoothera heinei papuensis – förekommer i högländer på Nya Guinea
- Zoothera heinei eichhornii – förekommer i St Matthiasöarna (Bismarckarkipelagen)
- Zoothera heinei choiseuli – förekommer på Choiseul, Salomonöarna
- Zoothera heinei heinei – förekommer i östra Australien (Clarke Range, Queensland, söderut till området kring Sydney, New South Wales)

## Status och hot
Arten har ett stort utbredningsområde, men tros minska i antal, dock inte tillräckligt kraftigt för att den ska betraktas som hotad. Internationella naturvårdsunionen IUCN listar därför arten som livskraftig (LC).

## Namn
Fågelns vetenskapliga artnamn hedrar den tyske ornitologen Ferdinand Heine (1809-1894).